# HealthLine
La HealthLine (anteriormente conocida como la Línea Plata y como el Euclid Corridor Transportation Project) es una línea de autobús de tránsito rápido que forma parte del sistema del Metro de Cleveland. La línea opera entre las estaciones Tower City–Public Square y Louis Stokes.